# Дорадо, Хосе Антонио
Хосе Антонио Дорадо Рамирес (исп. José Antonio Dorado Ramírez, 10 июля 1982) — испанский футболист, защитник, выступающий за испанский клуб «Эхеа».

## Клубная карьера
Хосе Антонио Дорадо начинал свою карьеру футболиста в испанском клубе «Реал Сарагоса», выступая за её резервную команду в Сегунде B. Летом 2004 года он перешёл в команду Сегунды «Лерида». В 2006 году она вылетела из второй по значимости лиги Испании, и следующий год Дорадо вновь провёл в Сегунде B. Летом 2007 года он стал игроком «Уэски», с которой в 2008 году добился продвижения в Сегунду.
В середине 2010 года Хосе Антонио Дорадо подписал контракт со севильским «Бетисом», в составе которого спустя год он выиграл Сегунду. 27 августа 2011 года 29-летний футболист дебютировал в Примере, выйдя в основном составе в гостевом поединке против «Гранады». 31 марта 2012 года он забил свой первый гол на высшем уровне, отметившись в гостевом матче с «Малагой».
В январе 2013 года Дорадо перешёл в «Вильярреал», а в июле 2015 — в «Райо Вальекано».

## Достижения
«Реал Бетис»
- Победитель Сегунды: 2010/11